# Morrinho
Morrinho é uma aldeia que fica na zona norte da ilha do Maio, em Cabo Verde. Tem 444 habitantes (censo de 2010). Morrinho localiza-se a 14 km do capital da ilha.  Situa-se na Baía da Santana  e Terras Salgadas, onde também estão as Dunas de areia junto a praia de "Cadjetinha".
O único clube de futebol na aldeia é Santana de Morrinho.